# أوغست بومل
أوغست بومل (1821-1898) (بالإنجليزية: Auguste Nicolas Pomel)‏ هو عالم نبات فرنسي.